# Philodendron lechlerianum
Philodendron lechlerianum är en kallaväxtart som beskrevs av Heinrich Wilhelm Schott. Philodendron lechlerianum ingår i släktet Philodendron och familjen kallaväxter. Inga underarter finns listade.